# Daniel Madej
Daniel Madej (ur. 1989) – polski poeta, laureat Nagrody im. Kazimiery Iłłakowiczówny.

## Życiorys
Ukończył studia na Wydziale Mechanicznym Energetyki i Lotnictwa Politechniki Warszawskiej. Publikował swoje teksty w: „Arteriach”, „2Miesięczniku”, „Inter-. Literaturze-Krytyce-Kulturze”, „Pressjach”, „Wakacie”, „Wyspie”. Debiutował w 2017 roku tomem poetyckim Mała epoka, który ukazał się w Poznaniu nakładem Fundacji Kultury Akademickiej, otrzymał za niego Nagrodę im. Kazimiery Iłłakowiczówny. Pracuje w korporacji piwowarskiej.

## Nagrody
- 2018 – Nagroda im. Kazimiery Iłłakowiczówny za tom Mała epoka